# Doreen Chanter
Doreen Chanter – brytyjska piosenkarka.

## Kariera

### Współpraca z siostrą
Rozpoczęła karierę w zespole Chanters, który założyła wspólnie z siostrą Irene Chanter i pięcioma braćmi. Wydali cztery single, ale żaden z nich nie odniósł sukcesu.
W 1968 roku zespół przekształcił się w duet z obiema siostrami w składzie. W 1970 roku ukazała się ich pierwsza płyta Birds of a Feather, na której na fortepianie grał Elton John. To zaowocowało występem sióstr Chanter w chórku Eltona Johna podczas nagrywania przez niego sesji dla stacji radiowej „Radio 1" (prowadzonej przez BBC). W 1976 roku pod szyldem wytwórni Polydor ukazał się ich drugi album zatytułowany First Flight. Płyta ta, podobnie jak dwie następne wydane w 1978 roku (wytwórnia Safari Records), nie odniosły sukcesu.
W wydanym w 1974 roku albumie „na żywo” zatytułowanym „June 1, 1974” siostry wzięły udział obok m.in. Nico, Johna Calea, Briana Eno, Kevina Ayersa. W tym samym roku pojawiły się na albumie „Fear” Johna Calea.
Współpracowały też z Johnem Milesem.

### Kariera solowa
W 1981 roku Doreen Chanter wystąpiła na The Secret Policeman's Ball, gdzie śpiewali również Phil Collins, Donovan, Sheena Easton, Bob Geldof, Midge Ure i Tom Robinson.
Napisała dwa single dla Kiki Dee wydane w 1981 roku oraz piosenkę wykonaną przez Dee w 1985 roku dla serialu Roll Over Beethoven.
Występowała w 1984 roku w grupach koncertowych Rogera Watersa i Vana Morrisona. Po wydaniu przez Watersa w 1987 roku płyty Radio K.A.O.S. uczestniczyła w trasie koncertowej. Śpiewała również na jego albumach The Pros and Cons of Hitch Hiking z 1984 roku i Amused to Death z 1992 roku.
W latach 1984-1985 występowała u boku Meat Loafa w zespole The Neverland Express.
W 1989 roku uczestniczyła w koncertach Joe Cockera oraz w wydanej w następnym roku płycie koncertowej.
W następnej dekadzie pojawiła się na kilku albumach Chrisa Farlowa.